# Caridina multidentata
Caridina multidentata là tên một loài tôm thuộc họ Atyidae. Nó có nguồn gốc từ Nhật Bản và một số khu vực bán đảo Triều Tiên và Đài Loan. Nó có những tên gọi thông dụng là tép Amano, tép Yamato, tép ăn tảo, tép Nhật.

## Đặc điểm
Nó có cơ thể trong mờ bao phủ bởi các điểm nâu hơi đỏ ± 0,3 mm hai bên thân trông giống như một đường kẻ đứt có màu hơi đỏ. Mặt lưng có dải trắng chạy từ đầu đến đuôi và các mắt màu đen.
Con đực dễ phân biệt với con cái vì có dãy các đốm thấp hơn thon chạy dọc cơ thể. Con cái dễ dàng được phân biệt với con đực bằng hàng chấm dài hơn.
Caridina multidentata thích nghi tốt trong môi trường nhiệt độ 18 °C đến 28 °C với độ pH từ 6,5 đến 7,5. Chúng hoạt động nhiều hơn ở nhiệt độ cao hơn, nhưng cũng có thể có tuổi thọ ngắn hơn. Như với tất cả các loài giáp xác, chúng cực kỳ bất lợi đối với đồng do máu haemocyanin của chúng.
Caridina multidentata giao phối trong dòng suối và đầm lầy nước ngọt. Tép cái báo hiệu sẵn sàng giao phối giống như các loài tôm khác, bằng cách giải phóng pheromone vào nước để các con đực theo dõi. Trứng được thụ tinh được giải phóng và trải qua các giai đoạn ấu trùng trong nước lợ và nước mặn khi chúng trôi ra biển. Ấu trùng trở về từ biển một khi chúng đạt đến giai đoạn tăng trưởng cuối cùng và chúng ở lại nước ngọt trong phần còn lại của cuộc đời.

## Nuôi nhốt

### Lịch sử
Theo các nguồn khác nhau, Caridina multidentata đã được giới thiệu vào thế giới loài sinh vật cảnh bởi Takashi Amano trong đầu những năm 1980. Chúng thường được sử dụng bể cá cảnh vì chúng ăn chủ yếu vào tảo, do đó làm sạch hồ cá nếu với số lượng lớn. Caridina multidentata trước đây được biết trong giối nuôi cá cảnh với tên Caridina japonica nhưng đã được đổi tên thành Caridina multidentata theo một nghiên cứu năm 2006.

## Hình ảnh

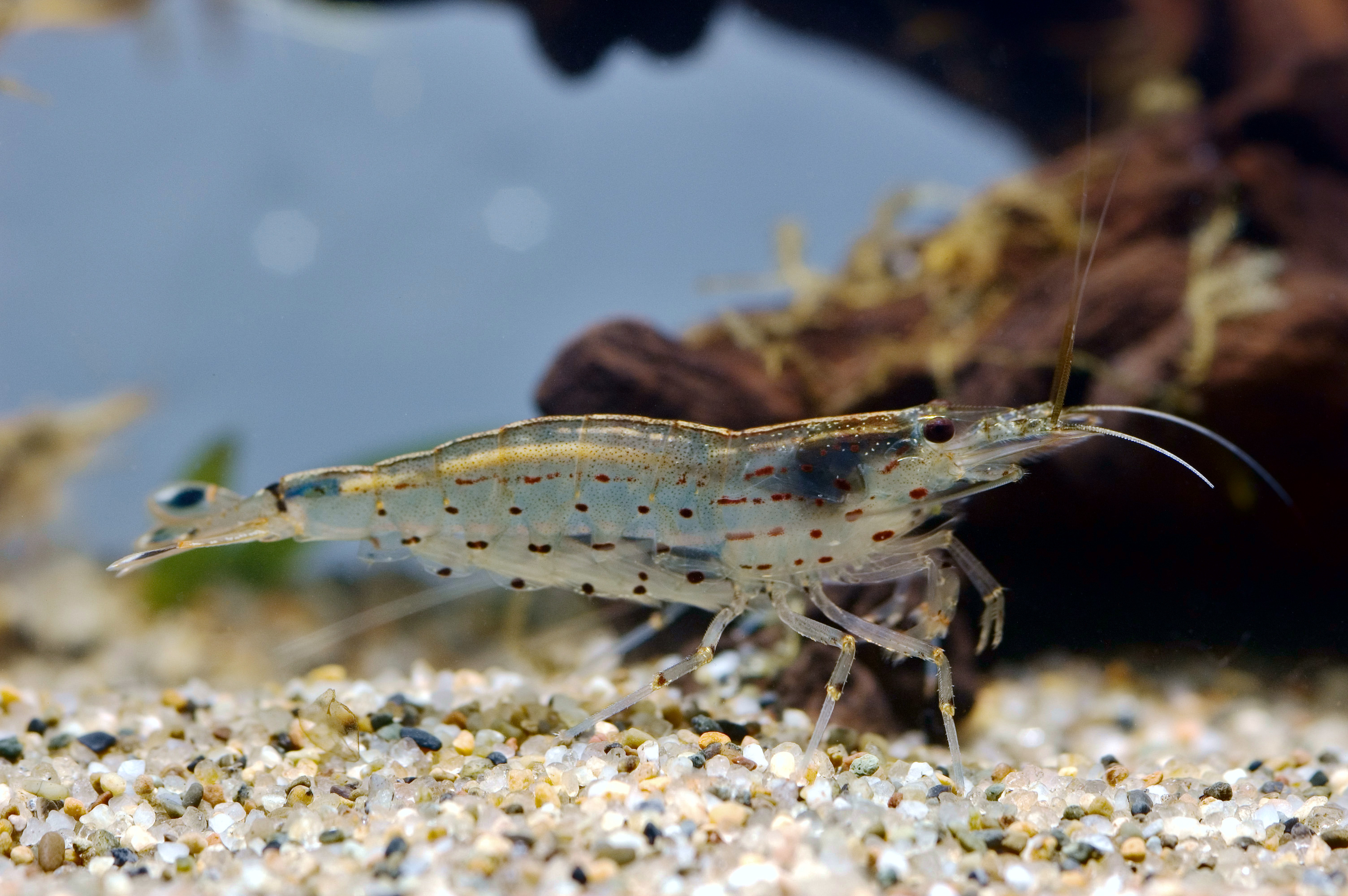
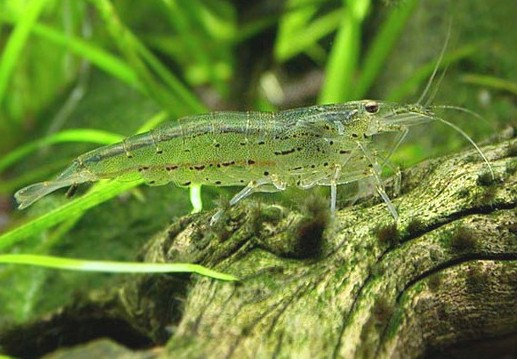
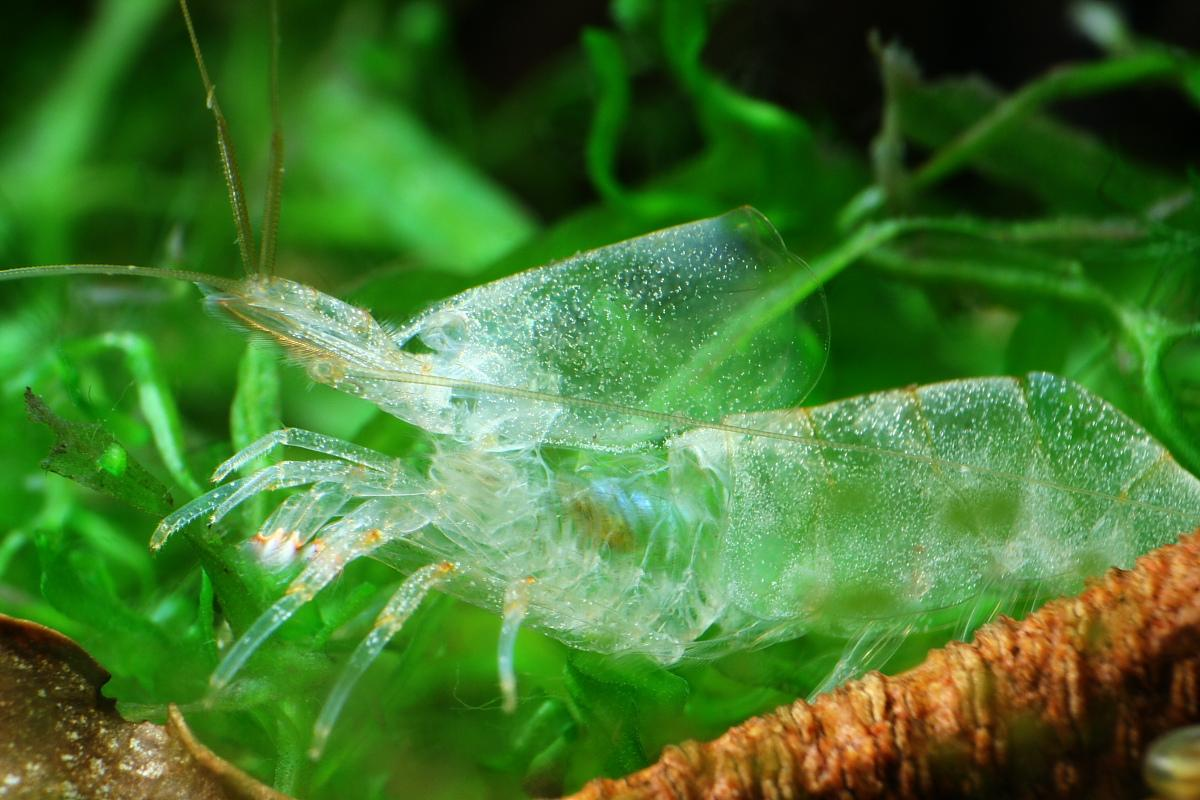
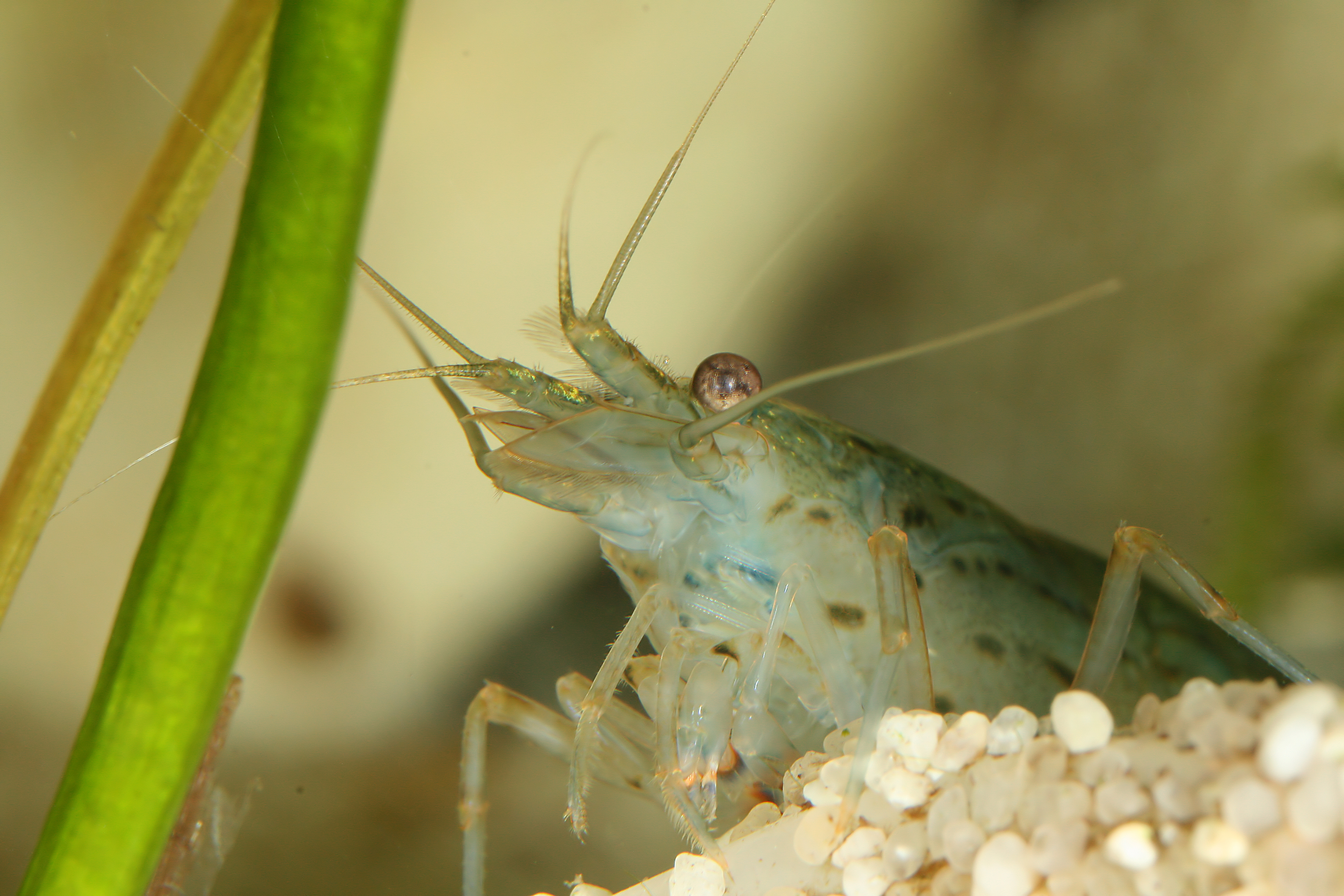
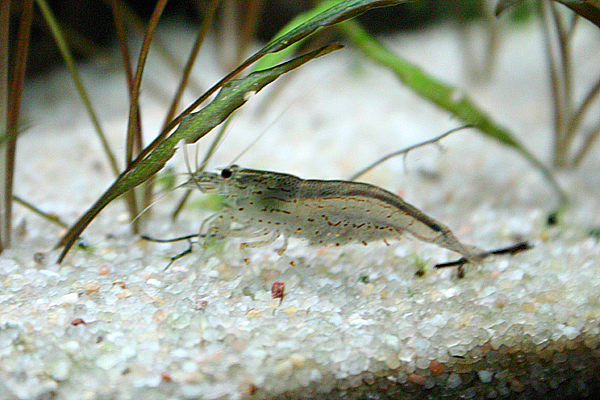
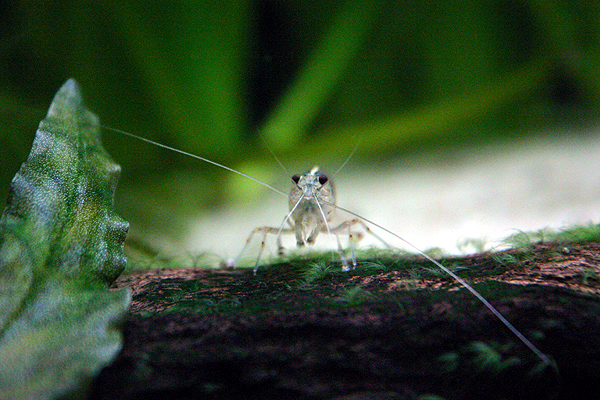
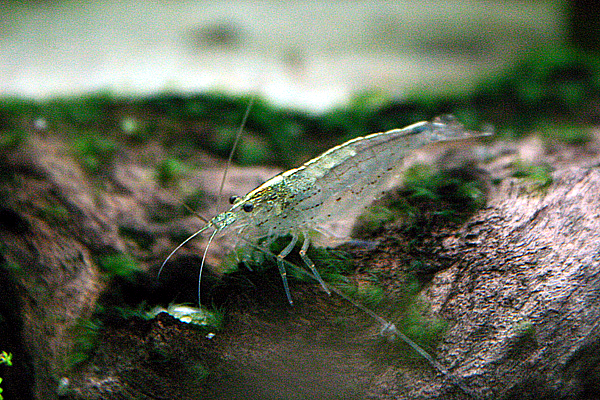